# ميشيل دايان
ميشيل دايان (بالعبرية: מישל דיין‏) هو لاعب كرة قدم إسرائيلي في مركز الوسط، ولد في 2 أكتوبر 1961 في القدس في إسرائيل. لعب مع نادي بني يهودا تل أبيب.